# Stephos arcticus
Stephos arcticus är en kräftdjursart som beskrevs av Georg Ossian Sars 1909. Stephos arcticus ingår i släktet Stephos och familjen Stephidae. Inga underarter finns listade i Catalogue of Life.